# Уссури (минный заградитель)
«Уссури» — бывший германский грузовой пароход «Люцун», с сентября 1904 года транспорт Морского ведомства Российской империи, с 18 марта 1909 года транспорт Сибирской флотилии, с февраля 1911 года переклассифицирован в минный заградитель.

## Строительство
Пароход «Люцун» построен в 1901 году в Англии. В сентябре 1904 года в Шанхае он был куплен для нужд Морского Ведомства и переименован как Транспорт № 5.

## Характеристики
- Водоизмещение: 3200 тонн
- Размерения: 71,9 х 11,3 метра
- Мощность: 1050 л.с.
- Скорость: 10,5 узлов

## Служба
7 августа 1905 года приказом по Морскому ведомству № 161 и распоряжению Государя Императора от 26 июля Транспорт № 5 зачислен в списки судов флота для несения транспортной службы при флоте Тихого океана с присвоением имени «Уссури».
После окончания Русско-японской войны, начиная с 1907 года, «Уссури» участвовал в развернутых генерал-майором М. Е. Жданко исследованиях течений морей Восточного океана с помощью «бутылочной почты»: в море с кораблей выбрасывались бутылки с записками о широте и долготе места сброса бутылки, и просьбой сообщить в адрес ГЭВО где и когда было обнаружено послание. Также к этим опытам были привлечены крейсер «Аскольд», транспорт «Охотск» и парусная шхуна «Нептун». С 18 марта 1909 года «Уссури» официально зачислен в качестве минного транспорта в состав Сибирской флотилии. К февралю 1911 года ремонт и переоборудование «Уссури» в минный заградитель было закончено. На корабль установили вооружение: три 75-мм орудия Канэ, четыре 47-мм орудия и два пулемёта, он мог нести до 530 мин. Далее «Уссури» использовался в основном как транспорт, привлекаясь для учебных минных постановок в ходе ежегодных маневров.
С апреля по декабрь 1915 года «Уссури» под командованием капитана 2-го ранга М. Е. Чепелева совершил переход из Владивостока через Средиземное море в Александровск-на-Мурмане (ныне город Полярный). Здесь минный заградитель был зачислен в формирующийся с января 1916 года Отряд судов обороны Кольского залива. В него также вошли: малая подводная лодка № 1, вспомогательный крейсер «Василий Великий», миноносцы «Властный» и «Грозовой», тральщик «Восток», посыльное судно «Колгуев» и транспорт «Харитон Лаптев».
Командный состав на январь 1916 года
- старший лейтенант С. А. Шефнер
- лейтенант А. А. Лобода[5]
- мичман Шпаковский
- мичман Серапинин
- мичман Родионов
- мичман Зарин

17 июля 1916 года «Уссури» официально перечислен во флотилию Северного Ледовитого океана. Кораблём назначен командовать старший лейтенант К. К. Неупокоев, вступил в должность 9 августа 1916 года.
2 августа 1918 года по приказу помощника главного комиссара флотилии К. Пронского для преграждения пути кораблям английских интервентов «Уссури» был затоплен между ранее затопленными ледоколами «Святогор» и «Микула Селянинович» на фарватере судоходного канала реки Северная Двина между Архангельском и островом Мудьюгский. Затопление осуществил штурман С. В. Гудин, который и проложил курс к нужной точке. Остов «Уссури» до сегодняшнего дня находится на фарватере Северной Двины, заставляя огибать его.

## Известные люди, служившие на корабле

### Командиры
- 05.01.1915—17.07.1916 капитан 2-го ранга Чепелев Михаил Евграфович (находился в должности до 09.08.1916)
- 09.08.1916—??.??.191? старший лейтенант Неупокоев Константин Константинович

### Другие должности
- ??.??.1911—??.??.1913 артиллерийский унтер-офицер Леонтьев Иван Лукьянович
- 28.03.1911—26.11.1911 судовой врач надворный советник Гомзяков Павел Иванович